# Rada Polska Zjednoczenia Międzypartyjnego
Rada Polska Zjednoczenia Międzypartyjnego (inaczej Rada Zjednoczenia Międzypartyjnego lub Rada Międzypartyjna albo Rada Polska) – reprezentacja polityczna polskich ugrupowań prawicowych działająca w Rosji w latach 1917–1918; była kontynuacją powstałego w 1914 w Warszawie Komitetu Narodowego Polskiego, który w 1915 roku ewakuował się do Rosji.
Została powołana do życia na licznym zjeździe politycznym w Moskwie (3–9 sierpnia 1916) w Moskwie, w którym wzięło udział ok. 300 delegatów reprezentujących 116 organizacji polskich z całej Rosji. W jej skład weszli przedstawiciele kilkudziesięciu prawicowych partii i grup politycznych działających w Rosji m.in. Stronnictwa Narodowo-Demokratycznego, Stronnictwa Polityki Realnej, Stronnictwa Chrześcijańskiej Demokracji w Moskwie, Związku Zjednoczenia i Niepodległości, Stronnictwa Pracy Narodowej na Rusi (wkrótce wycofało się), Polskiego Towarzystwa Patriotycznego (po 2 miesiącach wystąpiło), Klubów Narodowych w Rosji, Komitetu Wykonawczego na Rusi, Rady Polskiej Ziemi Inflanckiej, Związku Wielkopolan i Małopolan, Rady Polskiej Ziemi Mińskiej, Rady Polskiej Ziemi Mohylewskiej.
Główną rolę polityczną odgrywali w niej narodowi demokraci. Rada liczyła 75 członków, na jej czele stał Wydział Wykonawczy, który dzielił się na Zagraniczny, Wojskowy i Wewnętrzny. Prezesem Rady i kierownikiem Wydziału Wykonawczego był Stanisław Wojciechowski, wiceprezesami byli Stanisław Jezierski i Leon Łubieński, sekretarzem Józef Kożuchowski, skarbnikiem Paweł Górski. Wydziałem Zagranicznym kierowali: Stanisław Grabski i Józef Wielowieyski, Wydziałem Wojskowym: Jerzy Zdziechowski i Stanisław Widomski zaś Wydziałem Wewnętrznym: Teofil Anaszkiewicz i Jerzy Gościcki. Ponadto do bardziej znaczących polityków Rady należeli: Jan Harusewicz, Wiktor Jaroński, Jerzy Kożuchowski, Jan Mrozowski, Henryk Skarżyński i Zygmunt Wielopolski. Organami prasowymi RPZM były: „Dziennik Polski” i „Gazeta Polska”.
Podstawą działania była uchwała zjazdu o dążeniu „do niepodległego państwa polskiego, utworzonego przez zjednoczenie wszystkich ziem polskich z własnym wybrzeżem morskim, obejmującym ujście Wisły”. Rada przeprowadziła na szeroką skalę akcję poparcia dla swego stanowiska – które do końca 1917 poparło 583 środowiska polskie rozrzucone niemal po całym imperium rosyjskim. Od września 1917 roku Rada uznawała za swe przedstawicielstwo na Zachodzie Komitet Narodowy Polski powstały w sierpniu 1917 w Lozannie. Poprzez swoich przedstawicieli wywierała wpływ na działalność Naczelnego Polskiego Komitetu Wojskowego, współpracując z nim w tworzeniu wojska polskiego w Rosji. RPZM była przeciwna podporządkowaniu korpusów polskich w Rosji Radzie Regencyjnej. Będąc przeciwna ruchowi rewolucyjnemu w Rosji, po drugiej rewolucji rosyjskiej stopniowo likwidowała swoją działalność. Część jej członków weszła w skład paryskiego KNP. Ostatecznie zakończyła działalność w czerwcu 1918 roku.